# Montiglio Monferrato
Montiglio Monferrato, (Montij en piemontès) és un municipi situat al territori de la província d'Asti, a la regió del Piemont (Itàlia).
Limita amb els municipis de Cocconato, Cunico, Murisengo, Piovà Massaia, Robella, Montechiaro d'Asti, Tonco, Villa San Secondo i Villadeati.

## Galeria fotogràfica

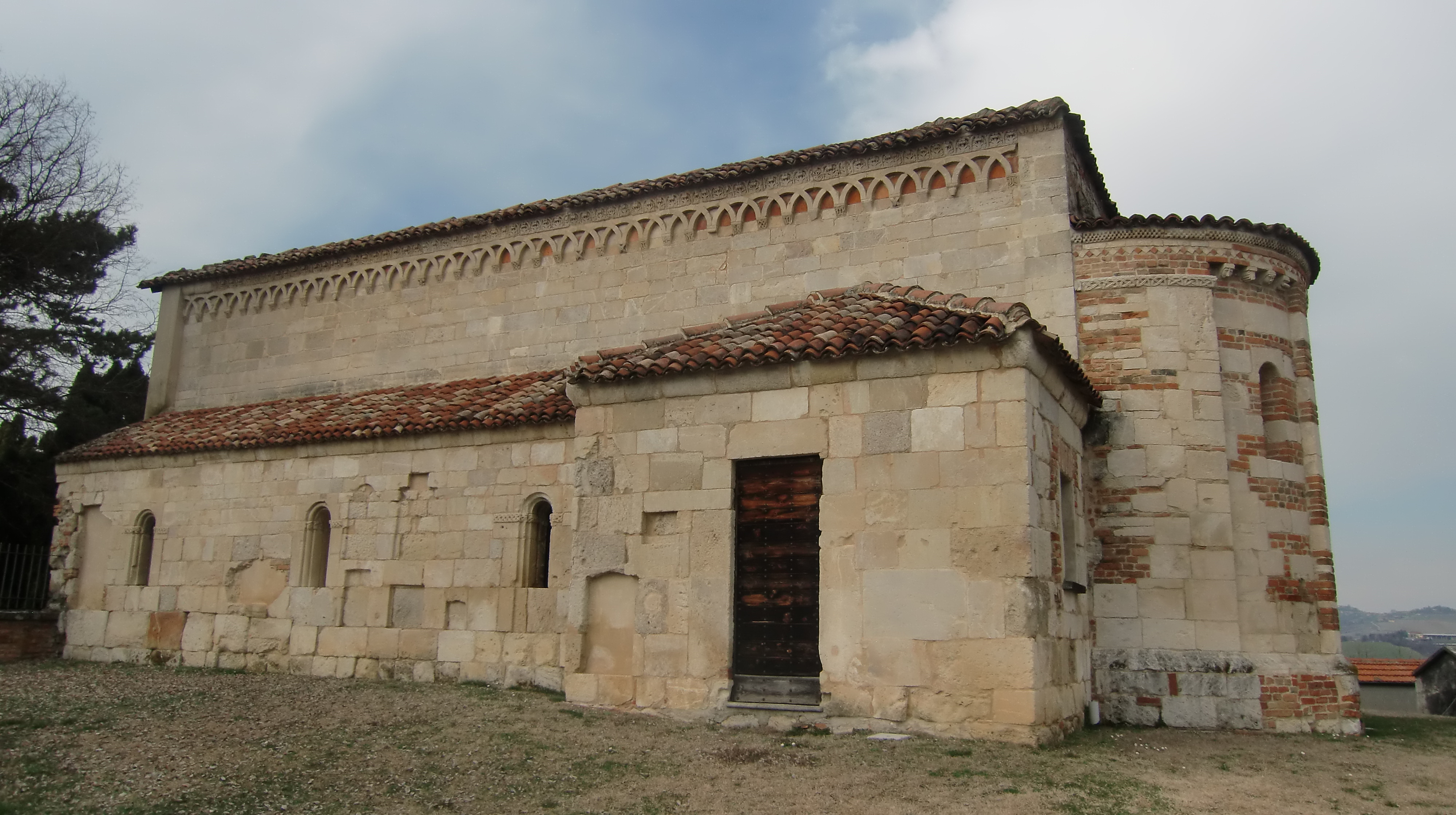
Capella de Sant Llorenç
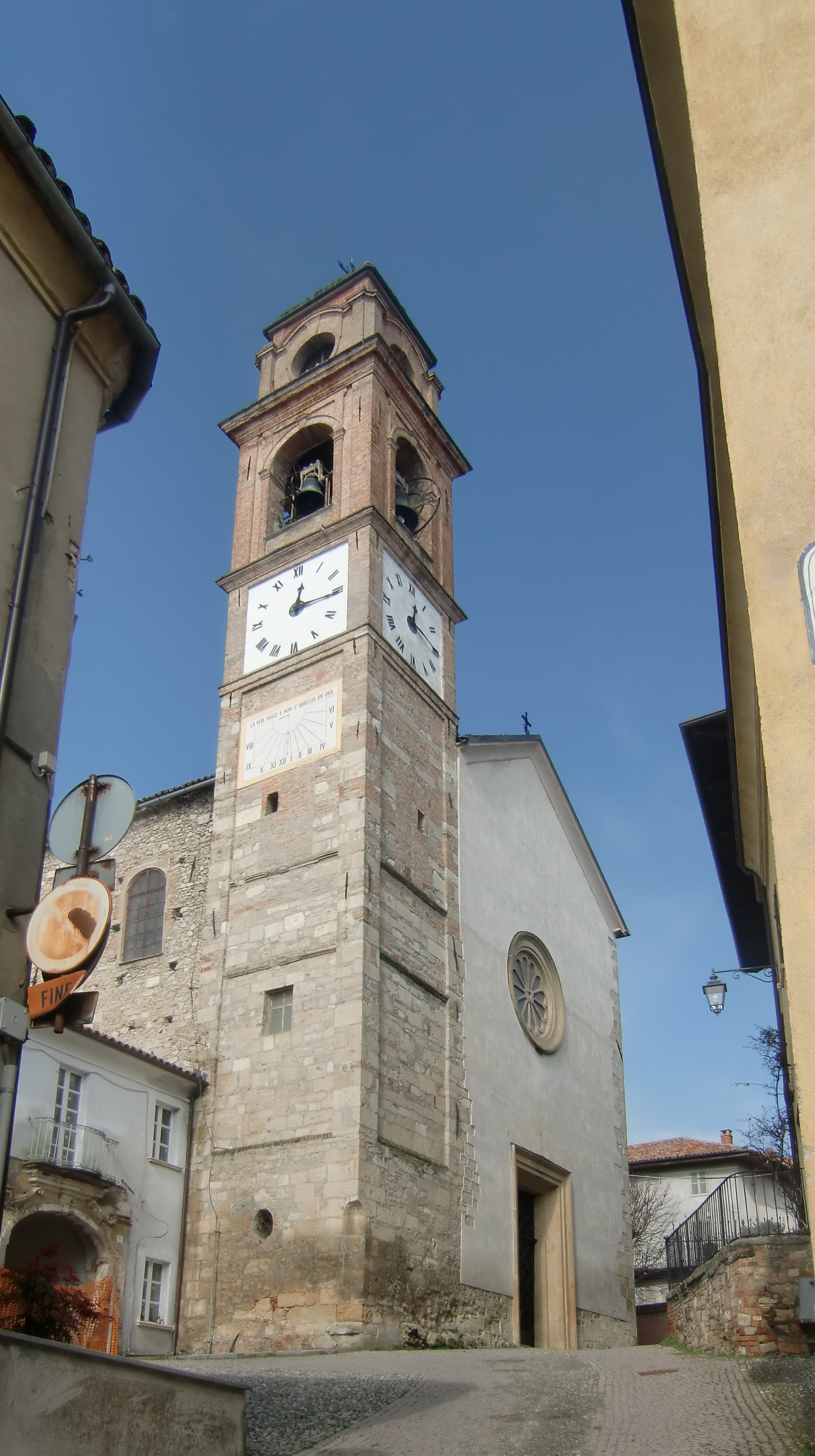
Església parroquial
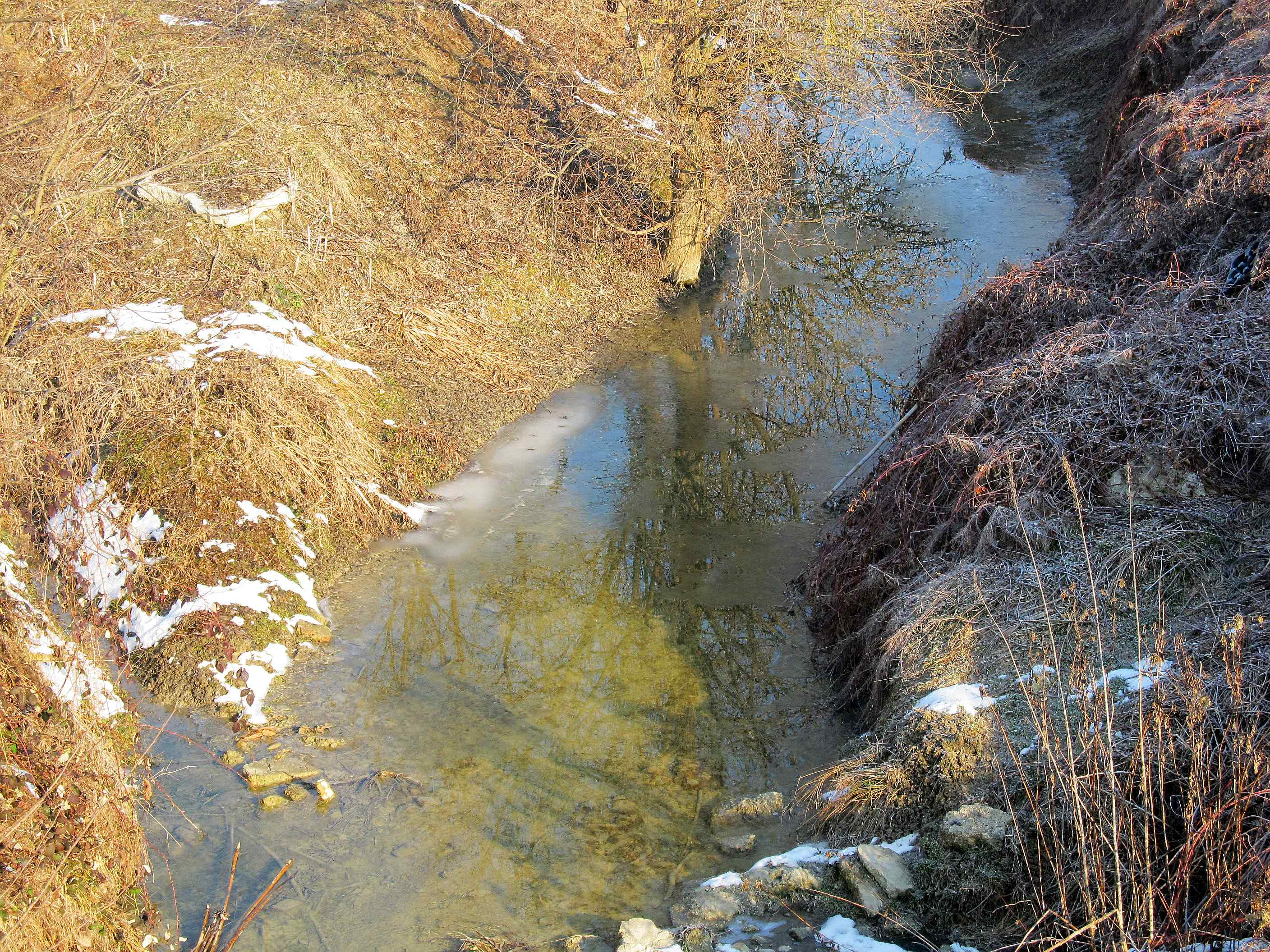
El torrent Versa a Montiglio
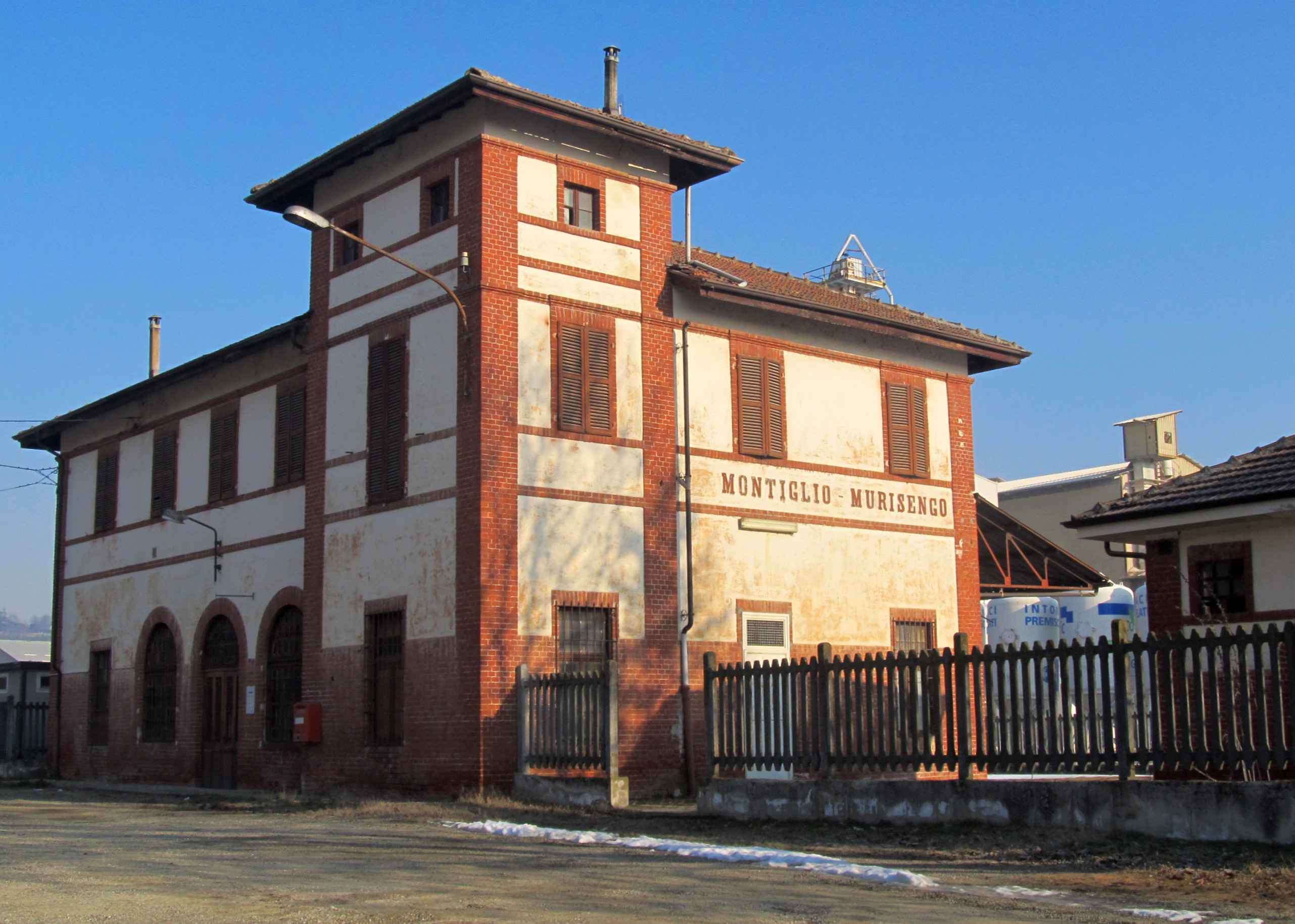
Estació ferroviària